# Maria da Graça Carmona e Costa
Maria da Graça Dias Coelho Carmona e Costa (Lisboa, 28 de julho de 1932 — Lisboa, 22 de janeiro de 2024) foi uma galerista, colecionadora e mecenas da arte portuguesa.
Personalidade emblemática da arte contemporânea portuguesa, ao longo da sua extensa carreira Maria da Graça Carmona e Costa desempenhou um papel determinante no apoio e divulgação de várias gerações de artistas nacionais, desde jovens emergentes a artistas consagrados. Desenvolveu uma política sustentada e continuada de aquisição de obras de arte, reunindo um dos maiores acervos do país, e organizou e/ou apoiou a realização de inúmeras iniciativas, nomeadamente exposições e publicações.

## Biografia
Maria da Graça Dias Coelho nasceu em 1932 no seio de uma família abastada e numerosa; numa irmandade de seis, foi a 4ª a nascer. Com os pais, visitou museus, assistiu a concertos de música clássica. Apenas com 18 anos de idade casou com Victor Manuel Carmona e Costa (1926–2009; neto de Óscar Carmona). O seu interesse por arte aumentou progressivamente, tendo feito as primeiras aquisições em finais da década de 1960 (obras de Vespeira e Júlio Pomar), mas o seu percurso subsequente seria construído de forma bastante incomum para alguém da sua condição social; a sua formação não se realizou nos bancos de uma faculdade ou escola superior convencional, mas no contacto direto com a realidade do seu tempo.
Apaixonada pelas artes plásticas, Maria da Graça contacta, nos anos de 1970, destacadas personalidades da arte portuguesa como Almada Negreiros ou José-Augusto França. Será uma frequentadora assídua das lições de História da arte proferidas por Rui Mário Gonçalves na Sociedade Nacional de Belas Artes como parte de um curso novo, independente, o Curso de Formação Artística.
Na segunda metade da década de 1970 e durante grande parte dos anos 80 trabalha na Galeria Quadrum, em Lisboa. Dirigida por Dulce d'Agro, esta foi uma galeria histórica no panorama artístico nacional, distinguindo-se por dar visibilidade a obras e artistas sintonizados com as correntes mais avançadas da arte internacional. Maria da Graça entra em contacto com personalidades como João Vieira, Alberto Carneiro, Álvaro Lapa, Ana Hatherly, Ana Vieira, Ângelo de Sousa, Carlos Nogueira, Eduardo Nery, Ernesto de Sousa, Helena Almeida, Fernando Calhau, Julião Sarmento, Menez ou Noronha da Costa.
No final da década de 1980 funda o gabinete Giefarte, através do qual divulga a obra de artistas e criadores como Ana Vieira, António Palolo, Helena Almeida, Hugo Canoilas, Ilda David, Jorge Martins, João Vieira ou Nikias Skapinakis. Focada em grande parte no desenho como expressão "transversal a todas as disciplinas artísticas", a ação da Giefarte abrangeria obras de muitos outros autores cujo percurso acompanhou.

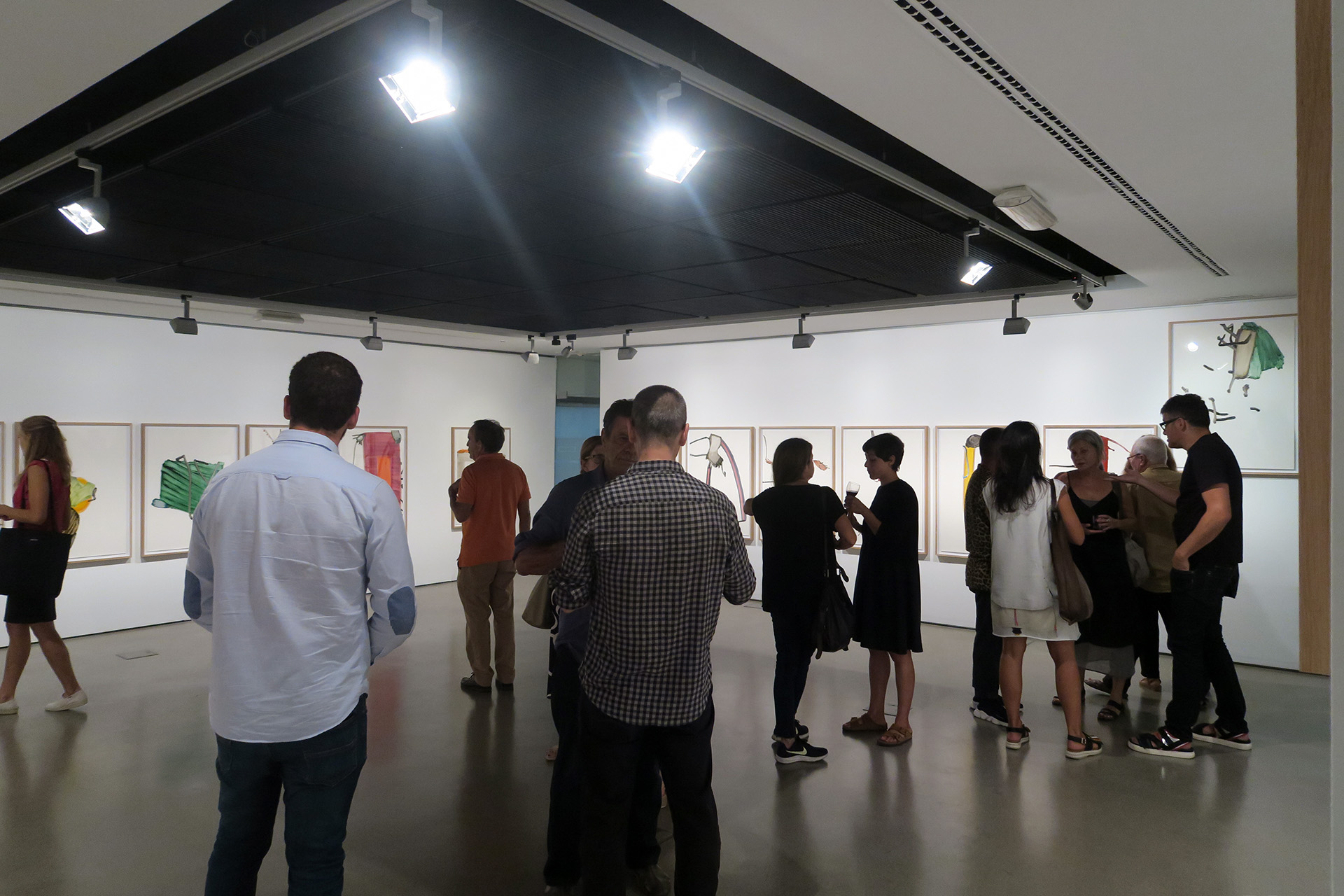
Fundação Carmona e Costa, 2018

Com o objetivo de ampliar a sua ação mecenática, expandindo a sua coleção de arte e dinamizando iniciativas da arte contemporânea portuguesa – exposições, conferências, edição de livros e catálogos sobre arte, criação de bolsas de estudo, apoio ao Banco de Arte Contemporânea de que foi membro fundador, etc. –, em 1997 cria com o seu marido a Fundação Carmona e Costa. Dinorah Lucas torna-se numa figura essencial de apoio à sua ação plurifacetada, podendo também assinalar-se o papel desempenhado por inúmeros amigos do seu círculo próximo, nomeadamente Manuel Costa Cabral, Manuel Rosa e João Pinharanda. Em 2005 são inaugurados dois espaços paralelos no âmbito dessa Fundação, um dos quais dedicado às artes decorativas e o outro à arte contemporânea, realizando desde então exposições regulares.

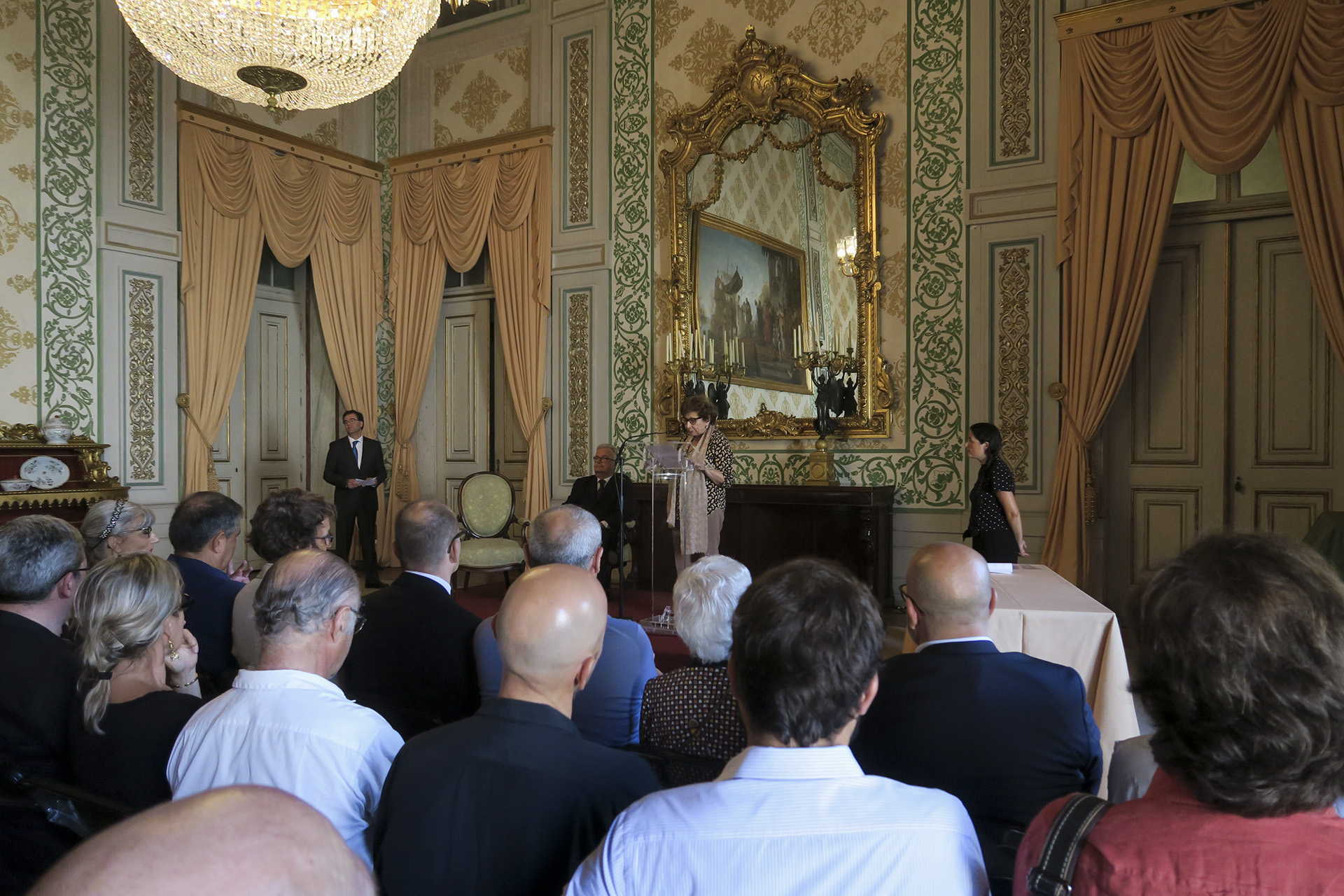
Maria da Graça Carmona discursa no Palácio da Ajuda após receber a Medalha de Mérito Cultural, 2018

Nos últimos anos de vida teve o ensejo de ver reconhecida publicamente a verdadeira escala da sua ação em prol das artes plásticas em Portugal. Em 2016 recebeu a Medalha Municipal de Mérito Cultural (CML); em 2018 o Governo de Portugal atribuiu-lhe a Medalha de Mérito Cultural, a mais alta distinção atribuída pelo Ministério da Cultura, como reconhecimento pelo seu “inestimável papel na inscrição das artes visuais portuguesas na história cultural do país”. Em 2019 o Presidente da República entregou-lhe as insígnias de Comendadora da Ordem do Mérito. Em 2020 recebeu das mãos de D. José Tolentino, em nome do Papa Francisco, o grau de Dama da Ordem Equestre de S. Gregório Magno.
Em 2023 foi ainda homenageada através da apresentação da sua vasta e diversificada coleção, reunida ao longo dos últimos 50 anos, em exposições simultâneas no Museu de Arte, Arquitetura e Tecnologia (MAAT), na Fundação Carmona e Costa e noutros locais. Faleceu em Lisboa no dia 22 de janeiro de 2024 vítima de doença prolongada; contava 91 anos de idade. Mas as grandes exposições que fazem finalmente justiça à sua enorme dedicação à arte e aos artistas de Portugal continuarão abertas ao público após a sua morte. 